# Thập niên 920
Thập niên 920 hay thập kỷ 920 chỉ đến những năm từ 920 đến 929.